# TrackMania Nations
TrackMania Nations eller TMN er et gratis bilspil til pc udviklet af Nadeo. Udover at være gratis, har dette bilspil gjort sig bemærket ved den særlige "editor", der hører med til spillet. I TMN kører man ikke blot på banerne, man laver dem selv og udveklser dem med andre spillere på trackmanias side, hvor spillet ligeledes kan downloades. Desuden finder der store turneringer sted, arrangeret af Nadeo, hvor der er præmier i form af helt op til 40.000 dollars.
Udover TMN er der lavet følgende spil i serien:
- TrackMania Original
- TrackMania Sunrise
- TrackMania United

| computerspil | Spire Denne computerspilsrelaterede artikel er en spire som bør udbygges. Du er velkommen til at hjælpe Wikipedia ved at udvide den. |